# La Peña, Guanajuato
La Peña är en ort i Mexiko.   Den ligger i kommunen Santa Cruz de Juventino Rosas och delstaten Guanajuato, i den centrala delen av landet, 230 km nordväst om huvudstaden Mexico City. La Peña ligger 1 832 meter över havet och antalet invånare är 156.
Terrängen runt La Peña är platt österut, men västerut är den kuperad. Terrängen runt La Peña sluttar söderut. Runt La Peña är det ganska tätbefolkat, med 134 invånare per kvadratkilometer. Närmaste större samhälle är Santa Cruz de Juventino Rosas, 6,3 km sydväst om La Peña. Trakten runt La Peña består till största delen av jordbruksmark.